# Conostoma oenocarpi
Conostoma oenocarpi — вид грибів, що належить до монотипового роду Conostoma. Мешкає на поверхні листя пальми Oenocarpus distichus. Описаний з району Манаусу в Бразилії.
Міцелій поверхневий, гладенький, септований, діаметром 1,5-3 мкм.
Пікніди поверхневі, бурого забарвлення, 45-50 мкм у діаметрі, мають специфічну конідієву та остеолярну будову. Пікнідоспори прозорі, паличкоподібні, пов'язані між собою.